# John Higgins (giocatore di snooker)
John Higgins (Wishaw, 18 maggio 1975) è un giocatore di snooker scozzese, professionista dal 1992, numero 6 del ranking ed ex numero 1 dal maggio 1998 al maggio 2000, dal maggio 2007 al maggio 2008, dal maggio al settembre 2010, dal dicembre 2010 al maggio 2011, quattro volte campione del mondo (1998, 2007, 2009 e 2011), due volte vincitore del Masters (1999 e 2006) e tre volte vincitore dello UK Championship (1998, 2000 e 2010).
Professionista dal 1992, nel 2011 ha vinto il suo quarto titolo mondiale di snooker, dopo essere stato Campione del mondo per la prima volta nel 1998, la seconda nel 2007 e la terza nel 2009. Nella classifica mondiale ha raggiunto più volte la prima posizione assoluta, la prima volta dal 1998 al 2000, nella stagione 2007-2008, per un breve periodo nel 2010 e nella seconda parte della stagione 2010-2011.
Il 2 maggio 2010 è stato comunicato che il giocatore è sospeso a tempo indeterminato dall'attività agonistica per il suo presunto coinvolgimento, insieme al manager Pat Mooney, in un accordo con degli allibratori russi per perdere volontariamente dei match nel corso del 2010. Nel mondiale di snooker 2010 è stato sconfitto inaspettatamente al secondo turno da Steve Davis. Il fatto ha suscitato ancor più clamore in considerazione del fatto che John Higgins era il campione uscente. Dopo la pesante squalifica di 6 mesi e la morte del padre che lo avvicinò a questo sport, vince il 2 maggio 2011 a Sheffield il suo 4º titolo Mondiale contro il brillante emergente Judd Trump poco più che ventunenne per 18 frames a 15.

## Carriera

### I primi anni (1992-1996)
John Higgins diventò professionista all'inizio della stagione 1992-1993 e, subito nell'annata 1994-1995, ha vinto il Grand Prix imponendosi contro l'inglese Dave Harold per 9-6. Nel 1995 ha vinto tre tornei: British Open, International Open (che vincerà anche nel 1996) e German Open.

### L'ascesa (1996-2006)
Higgins diventa poi un giocatore di alto livello negli anni seguenti e si mette in mostra nello UK Championship 1996 dove perde 10-9 contro il suo connazionale Stephen Hendry. Successivamente si laurea campione del mondo nel 1998 battendo in finale l'irlandese Ken Doherty campione in carica per 18-12, finendo la stagione in testa alla classifica per la prima volta in carriera.
Vince inoltre British Open, Grand Prix, China International, Welsh Open e soprattutto lo UK Championship contro Mark Williams. Tra l'altro nel 1999 porta a casa il suo primo Masters in carriera battendo ancora Doherty.
Lo scozzese perde poi la leadership nel Ranking ad inizio stagione 2000-2001, venendo sconfitto nella finale del Campionato mondiale 2001 a favore dell'inglese Ronnie O'Sullivan. All'inizio della stagione 2001-2002 vince il British Open per la terza volta battendo 9-6 il connazionale Graeme Dott.
Nella stagione 2004-2005 Higgins perde per la seconda volta contro O'Sullivan la finale del Masters come nel 1995; tuttavia lo scozzese rimedia l'anno dopo sconfiggendo proprio l'inglese.

### I successi ravvicinati al Crucible (2007-2011)
Lo scozzese trionfa per la seconda volta al mondiale, nella stagione 2006-2007, battendo il giovane inglese Mark Selby 18-13 tornando in testa alla classifica di fine stagione dopo 7 anni.
La stagione successiva, in cui Higgins difende il titolo, non è felicissima: lo scozzese perde infatti molte partite ai primi turni e realizza ottime prestazione solo nei titoli non valevoli per il Ranking come in Premier League dove perde la finale contro O'Sullivan o alla Malta Cup 2008 dove perde in semifinale. Non va oltre il secondo turno al Campionato mondiale 2008.
Higgins si riprende al massimo nella stagione 2008-2009 dove trionfa per la terza volta a Sheffield contro Shaun Murphy per 18-9.
Tra il 2010 e il 2011 Higgins vince due Welsh Open e uno UK Championship prima di trionfare per la quarta volta in carriera al mondiale contro Judd Trump alla fine della stagione dopo la delusione dell'anno precedente in cui si fa eliminare dall'esperto Steve Davis nel secondo turno.

### Alti e bassi (2011-2016)
Dopo le glorie arrivano degli aspettati cali per Higgins, che inizia la stagione 2011-2012 raggiungendo i quarti al World Open, risultato che si rivelerà il miglior a fine annata nei titoli Ranking insieme ai quarti dello Shanghai Masters. Nel Masters di Londra raggiunge le semifinali perdendo 6-4 contro Murphy ed esce al secondo turno del Campionato mondiale per mano di Stephen Hendry che lo travolge 13-4; per il suo connazionale questo è l'ultimo torneo professionistico disputato in carriera.
Non va meglio neanche la stagione successiva: lo scozzese riesce a vincere lo Shanghai Masters ai danni di Judd Trump per 10-9 e arriva in semifinale al World Open cedendo a Mark Allen che sarebbe poi andato a vincere il titolo contro Matthew Stevens in finale.
Riesce a rialzarsi nell'anno solare 2015 trionfando in tre titoli validi per la classifica (Welsh Open, Australian Goldfields Open e International Championship); in estate lui e Stephen Maguire arrivano in finale alla Coppa del Mondo dove perdono a sorpresa contro i giovani giocatori della Cina B, Zhou Yuelong e Yan Bingtao per 4-1.

### La grande risalita con le tre finali al mondiale (2016-)
Dopo questo periodo John Higgins, che fu a rischio top 16 dal 2013 al 2016 risale nella stagione 2016-2017 vincendo tre tornei non validi per classifica (China Championship, Champion of Champions e Championship League) che lo preparano ad un inaspettato Mondiale dove arriva fino in finale battendo nel corso del torneo Martin Gould, Mark Allen, Kyren Wilson e Barry Hawkins, perdendo poi contro Selby per 18-15.
Nella stagione 2017-2018 vince contro il connazionale Anthony McGill l'Indian Open e contro l'inglese Barry Hawkins il Welsh Open. A fine stagione ritorna in finale al The Crucible perdendo ancora ma stavolta contro Williams.
Higgins inizia 5° l'annata 2018-2019 che si presenta difficile per lo scozzese che non vince nessun torneo, ottenendo come grande risultati la finale al China Championship e per la quarta volta la finale al Mondiale perdendo per il terzo anno consecutivo, contro Trump per 18-9.

### Stagione 2019-2020
Inizia la stagione 2019-2020 trionfando a Wuxi nella World Cup assieme a Stephen Maguire. Dopo essere uscito prematuramente all'International Championship, lo scozzese raggiunge e perde la finale del Six-Red World Championship contro Maguire. Dopo aver saltato l'English Open, Higgins raggiunge a ruota due semifinali consecutive nei titoli Ranking (al World Open e al Northern Ireland Open) perdendo in entrambi i turni contro Judd Trump che vincerà poi i due tornei e successivamente raggiunge i quarti allo UK Championship.
L'11 dicembre 2019, nel match vinto 4-1 contro Alexander Ursenbacher valido per il secondo turno dello Scottish Open, realizza il suo 775º "centone" eguagliando il suo connazionale Stephen Hendry, superandolo poi contro Jack Lisowski nel corso del quarto turno dello stesso torneo. Inoltre, Higgins è riuscito a mettere a segno il suo primo 147 al Crucible durante il dodicesimo frame del match contro Kurt Maflin, agli ottavi.

### Stagione 2020-2021
Dopo aver perso al primo turno allo European Masters per mano del futuro finalista Martin Gould, Higgins raggiunge le semifinali all'English Open, in cui viene sconfitto da Trump per l'ottava volta di fila. Successivamente, lo scozzese si classifica secondo nel girone 2 della fase 3 della Championship League, realizzando anche un 147 nel match vinto 3-1 contro Kyren Wilson, eguagliando a quota undici il connazionale Hendry.

## Vita privata
Higgins è sposato con Denise dal 2000 e la coppia ha tre figli: Pierce, Oliver e Claudia. Appassionato anche di poker e di calcio, è un grande fan del Celtic, tanto che assiste spesso ai suoi match, e dell'Everton.
Ha dei buoni rapporti con Stephen Maguire e Anthony McGill, con cui sia allena molto spesso a Glasgow.

## Ranking
| Stagione  | Ranking iniziale | Ranking finale |
| --------- | ---------------- | -------------- |
| 1992-1993 | Non classificato | 122            |
| 1993-1994 | 122              | 51             |
| 1994-1995 | 51               | 11             |
| 1995-1996 | 11               | 2              |
| 1996-1997 | 2                | 2              |
| 1997-1998 | 2                | 1              |
| 1998-1999 | 1                | 1              |
| 1999-2000 | 1                | 2              |
| 2000-2001 | 2                | 3              |
| 2001-2002 | 3                | 4              |
| 2002-2003 | 4                | 4              |
| 2003-2004 | 4                | 5              |
| 2004-2005 | 5                | 6              |
| 2005-2006 | 6                | 4              |
| 2006-2007 | 4                | 1              |
| 2007-2008 | 1                | 5              |
| 2008-2009 | 5                | 4              |
| 2009-2010 | 4                | 1              |
| 2010-2011 | 1                | 2              |
| 2011-2012 | 2                | 5              |
| 2012-2013 | 5                | 11             |
| 2013-2014 | 11               | 11             |
| 2014-2015 | 11               | 13             |
| 2015-2016 | 13               | 6              |
| 2016-2017 | 6                | 2              |
| 2017-2018 | 2                | 4              |
| 2018-2019 | 4                | 5              |
| 2019-2020 | 5                | 7              |
| 2020-2021 | 7                | 7              |
| 2021-2022 | 7                |                |

### Maximum break: 12
| N° | Anno     | Competizione          | Avversario            | Note   |
| -- | -------- | --------------------- | --------------------- | ------ |
| 1  | 2000     | Nations Cup           | Dennis Taylor         | [ 67 ] |
| 2  | 2000     | Irish Masters         | Jimmy White           | [ 68 ] |
| 3  | 2003     | LG Cup                | Mark Williams         | [ 69 ] |
| 4  | 2003     | British Open          | Michael Judge         | [ 70 ] |
| 5  | 2004     | Grand Prix            | Ricky Walden          | [ 71 ] |
| 6  | 2012     | Shanghai Masters      | Judd Trump            | [ 72 ] |
| 7  | 2012     | UK Championship       | Mark Davis            | [ 73 ] |
| 8  | 2016     | Northern Ireland Open | Sam Craigie           | [ 74 ] |
| 9  | 2018     | Scottish Open         | Gerard Greene         | [ 75 ] |
| 10 | 2020     | Campionato mondiale   | Kurt Maflin           | [ 61 ] |
| 11 | 2020 (2) | Championship League   | Kyren Wilson          | [ 62 ] |
| 12 | 2021     | British Open          | Alexander Ursenbacher | [ 76 ] |

## Tornei vinti

### Titoli Non-Ranking: 19
| Titoli Ranking             | Titoli Ranking                   | Titoli Ranking                                                              | Titoli Ranking                     |
| -------------------------- | -------------------------------- | --------------------------------------------------------------------------- | ---------------------------------- |
| Competizione               | Anno                             | Avversario                                                                  | Note                               |
| Campionato mondiale        | 1998 - 2007 - 2009 - 2011        | Ken Doherty - Mark Selby - Shaun Murphy - Judd Trump                        | [ 4 ] [ 11 ] [ 22 ] [ 77 ]         |
| UK Championship            | 1998 - 2000 - 2010               | Matthew Stevens - Mark Williams - Mark Williams                             | [ 78 ] [ 79 ] [ 80 ]               |
| Grand Prix                 | 1994 - 1999 - 2005 - 2008        | Dave Harold - Mark Williams - Ronnie O'Sullivan - Ryan Day                  | [ 5 ] [ 14 ] [ 81 ] [ 82 ]         |
| International Open         | 1995 - 1996                      | Steve Davis - Rod Lawler                                                    | [ 83 ] [ 84 ]                      |
| British Open               | 1995 - 1998 - 2001 - 2004        | Ronnie O'Sullivan - Stephen Hendry - Graeme Dott - Stephen Maguire          | [ 6 ] [ 13 ] [ 20 ] [ 85 ]         |
| German Open                | 1995 - 1997                      | Ken Doherty - John Parrott                                                  | [ 9 ] [ 86 ]                       |
| European Open              | 1997                             | John Parrott                                                                | [ 87 ]                             |
| China Open                 | 1999                             | Billy Snaddon                                                               | [ 15 ]                             |
| Welsh Open                 | 2000 - 2010 - 2011 - 2015 - 2018 | Stephen Lee - Ali Carter - Stephen Maguire - Ben Woollaston - Barry Hawkins | [ 16 ] [ 27 ] [ 28 ] [ 88 ] [ 89 ] |
| Shanghai Masters           | 2012                             | Judd Trump                                                                  | [ 90 ]                             |
| Australian Goldfields Open | 2015                             | Martin Gould                                                                | [ 91 ]                             |
| International Championship | 2015                             | David Gilbert                                                               | [ 40 ]                             |
| Indian Open                | 2017                             | Anthony McGill                                                              | [ 49 ]                             |
| Players Championship       | 2021                             | Ronnie O'Sullivan                                                           | [ 92 ]                             |

| Titoli Non-Ranking                 | Titoli Non-Ranking      | Titoli Non-Ranking                       | Titoli Non-Ranking     |
| ---------------------------------- | ----------------------- | ---------------------------------------- | ---------------------- |
| Competizione                       | Anno                    | Avversario                               | Note                   |
| The Masters                        | 1999 - 2006             | Ken Doherty - Ronnie O'Sullivan          | [ 18 ] [ 93 ]          |
| Australian Open                    | 1994                    | Willie Thorne                            | [ 94 ]                 |
| Charity Challenge                  | 1998 - 1999             | Ronnie O'Sullivan - Ronnie O'Sullivan    | [ 95 ] [ 96 ]          |
| Premier League                     | 1999                    | Jimmy White                              | [ 97 ]                 |
| Irish Masters                      | 2000 - 2002             | Stephen Hendry - Peter Ebdon             | [ 98 ] [ 99 ]          |
| Champions Cup                      | 2001                    | Mark Williams                            | [ 100 ]                |
| Scottish Masters                   | 2001                    | Ronnie O'Sullivan                        | [ 101 ]                |
| Euro-Asia Masters Series           | 2007                    | James Wattana                            | [ 102 ]                |
| World Series of Snooker Jersey     | 2008                    | Mark Selby                               | [ 103 ]                |
| World Series of Snooker Moscow     | 2008                    | Ding Junhui                              | [ 104 ]                |
| Hainan Classic                     | 2011                    | Jamie Cope                               | [ 105 ]                |
| Scottish Professional Championship | 2011                    | Anthony McGill                           | [ 106 ]                |
| China Championship                 | 2016                    | Stuart Bingham                           | [ 107 ]                |
| Champion of Champions              | 2016                    | Ronnie O'Sullivan                        | [ 108 ]                |
| Championship League                | 2017 - 2018 - 2021-2022 | Ryan Day - Zhou Yuelong - Stuart Bingham | [ 44 ] [ 109 ] [ 110 ] |

| In squadra   | In squadra                                               | In squadra       | In squadra     |
| ------------ | -------------------------------------------------------- | ---------------- | -------------- |
| Competizione | Anno/Compagno                                            | Avversario       | Note           |
| World Cup    | 1996/ Stephen Hendry, Alan McManus 2019/ Stephen Maguire | Irlanda - Cina B | [ 54 ] [ 111 ] |
| Nations Cup  | 2001/Stephen Hendry, Alan McManus                        | Irlanda          | [ 112 ]        |

- Euro Players Tour Championship: 1 (Ruhr Championship 2010)
- Players Tour Championship: 1 (Kay Suzanne Memorial Trophy 2012)
- European Tour: 1 (Bulgarian Open 2013)

## Finali perse

### Titoli Non-Ranking: 17
| Titoli Ranking        | Titoli Ranking            | Titoli Ranking                                              | Titoli Ranking              |
| --------------------- | ------------------------- | ----------------------------------------------------------- | --------------------------- |
| Competizione          | Anno                      | Avversario                                                  | Note                        |
| Campionato mondiale   | 2001 - 2017 - 2018 - 2019 | Ronnie O'Sullivan - Mark Selby - Mark Williams - Judd Trump | [ 19 ] [ 48 ] [ 51 ] [ 53 ] |
| UK Championship       | 1996 - 2009               | Stephen Hendry - Ding Junhui                                | [ 10 ] [ 113 ]              |
| Welsh Open            | 1995 - 1998               | Steve Davis - Paul Hunter                                   | [ 114 ] [ 115 ]             |
| Grand Prix            | 1995 - 1997               | Steve Davis - Dominic Dale                                  | [ 116 ] [ 117 ]             |
| British Open          | 1996                      | Nigel Bond                                                  | [ 118 ]                     |
| Scottish Open         | 1998 - 2016 - 2021        | Ronnie O'Sullivan - Marco Fu - Luca Brecel                  | [ 119 ] [ 120 ] [ 121 ]     |
| Irish Masters         | 2003                      | Ronnie O'Sullivan                                           | [ 122 ]                     |
| LG Cup                | 2003                      | Mark Williams                                               | [ 123 ]                     |
| Malta Cup             | 2006                      | Ken Doherty                                                 | [ 124 ]                     |
| China Open            | 2006 - 2009               | Mark Williams - Peter Ebdon                                 | [ 125 ]                     |
| Wuxi Classic          | 2013                      | Neil Robertson                                              | [ 126 ]                     |
| China Championship    | 2018                      | Mark Selby                                                  | [ 52 ]                      |
| Northern Ireland Open | 2021                      | Mark Allen                                                  | [ 127 ]                     |
| English Open          | 2021                      | Neil Robertson                                              | [ 128 ]                     |
| Tour Championship     | 2022                      | Neil Robertson                                              | [ 129 ]                     |

| Titoli Non-Ranking                  | Titoli Non-Ranking | Titoli Non-Ranking                                     | Titoli Non-Ranking     |
| ----------------------------------- | ------------------ | ------------------------------------------------------ | ---------------------- |
| Competizione                        | Anno               | Avversario                                             | Note                   |
| The Masters                         | 1995 - 2005 - 2021 | Ronnie O'Sullivan - Ronnie O'Sullivan - Yan Bingtao    | [ 130 ] [ 131 ]        |
| Malta Grand Prix                    | 1995 - 1997        | Peter Ebdon - Ken Doherty                              | [ 132 ] [ 133 ]        |
| Charity Challenge                   | 1996               | Ronnie O'Sullivan                                      | [ 134 ]                |
| Scottish Masters                    | 1998 - 1999        | Ronnie O'Sullivan - Matthew Stevens                    | [ 135 ] [ 136 ]        |
| Champions Super League              | 1998               | Stephen Hendry                                         | [ 137 ]                |
| Premier League                      | 2002 - 2004 - 2007 | Ronnie O'Sullivan - Stephen Hendry - Ronnie O'Sullivan | [ 23 ] [ 138 ] [ 139 ] |
| Pot Black                           | 2006               | Mark Williams                                          | [ 140 ]                |
| Warsaw Snooker Tour                 | 2007               | Mark Selby                                             | [ 141 ]                |
| World Series of Snooker Grand Final | 2009               | Shaun Murphy                                           | [ 142 ]                |
| Champion of Champions               | 2021               | Judd Trump                                             | [ 143 ]                |

| In squadra   | In squadra                         | In squadra | In squadra |
| ------------ | ---------------------------------- | ---------- | ---------- |
| Competizione | Anno/Compagno                      | Avversario | Note       |
| Nations Cup  | 1999/ Stephen Hendry, Alan McManus | Galles     | [ 144 ]    |
| World Cup    | 2015/ Stephen Maguire              | Cina B     | [ 41 ]     |

| Tornei varianti            | Tornei varianti | Tornei varianti | Tornei varianti |
| -------------------------- | --------------- | --------------- | --------------- |
| Competizione               | Anno            | Avversario      | Note            |
| Six-Red World Championship | 2019            | Stephen Maguire | [ 56 ]          |

- Euro Players Championship: 1 (Prague Classic 2010)
- Players Tour Championship: 1 (Evento 5 2011)
- European Tour: 1 (Bulgarian Open 2013)